# Parafia św. Jana Pawła II w Ignatkach-Osiedlu
Parafia pw. Świętego Jana Pawła II w Ignatkach-Osiedlu – parafia rzymskokatolicka należąca do dekanatu Białystok - Nowe Miasto, archidiecezji białostockiej, metropolii białostockiej.

## Obszar parafii
W granicach parafii znajdują się miejscowości i ulice (stan w maju 2021 r.):
| Miejscowość          | Ulice |
| -------------------- | --- |
| Hryniewicze          | |
| Ignatki (tzw. „Las”) | ul. Gajowa po obu stronach; ulice po wschodniej stronie ul. Gajowej: Miła, Pogodna, Poziomkowa, Urocza |
| Ignatki-Osiedle      | Bluszczowa, Borówkowa, Czereśniowa, Dereniowa, Działkowa, Gerberowa, Goździkowa, Hiacyntowa, Hryniewicka, Jeździecka, Jeżynowa, Jodłowa, Leśna, Narcyzowa, Ogrodowa, Przejezdna, Różana, Śródleśna, Zalesie; |
| Śródlesie            | Brzozowa, Bukowa, Cisowa, Dębowa, Grabowa, Jarzębinowa, Leszczynowa, Myśliwska, Podleśna, Sosnowa, Świerkowa                                                                                                 |